# Klassifikation von Maschinenbelegungsmodellen
Die Klassifikation von Maschinenbelegungsmodellen ist ein in der Maschinenbelegungsplanung gebräuchliches Schema um die Vielzahl der vorhandenen Modelle zu klassifizieren. Gebräuchlich ist dabei folgende Darstellung:
{\displaystyle [\alpha |\beta |\gamma ]} mit
{\displaystyle \alpha }: Maschinencharakteristik
{\displaystyle \beta }: Auftragscharakteristik
{\displaystyle \gamma }: Zielfunktion
{\displaystyle [IP|g_{j}=3|D]} symbolisiert beispielsweise ein Modell mit identischen und parallelen Maschinen (IP) und hat als Zielsetzung die Minimierung der Durchlaufzeit (D). Jeder der Aufträge besteht dabei aus genau drei Arbeitsgängen.

## Maschinencharakteristika

### α1: Maschinenart und -anordnung
- {\displaystyle \circ }: Eine verfügbare Maschine
- {\displaystyle IP}: Identische parallele Maschinen
- {\displaystyle UP}: Uniforme parallele Maschinen (mit unterschiedlicher Fertigungsgeschwindigkeit)
- {\displaystyle F}: Flow-Shop
- {\displaystyle J}: Job-Shop
- {\displaystyle O}: Open-Shop

### α2: Maschinenanzahl
- {\displaystyle \circ }: beliebige Anzahl
- {\displaystyle m}: genau m Maschinen

## Auftragscharakteristika

### β1: Auftragszahl
- {\displaystyle n=const}: Eine bestimmte Anzahl von Aufträgen wird vorgegeben. Häufig ist n=2.
- {\displaystyle \circ }: Beliebige Anzahl

### β2: Unterbrechbarkeit
- {\displaystyle pmtn}: Unterbrechung (eng. Preemption) ist möglich
- {\displaystyle \circ }: Keine Unterbrechung
- {\displaystyle nowait}: Nach Ausführung eines Arbeitsganges muss der nächste Arbeitsgang sofort beginnen.

### β3: Reihenfolgebeziehung
- {\displaystyle prec}: Fest vorgegebene Reihenfolgen in Form eines Graphen
- {\displaystyle tree}: Graph in Form eines Baumes
- {\displaystyle \circ }: keine Reihenfolgebeziehungen

### β4: Freigabetermin und Nachlaufzeit
- {\displaystyle a_{j}}: Unterschiedliche Auftragsfreigabezeitpunkte
- {\displaystyle n_{j}}: Nachlaufzeiten sind gegeben. Nach Beendigung eines Arbeitganges muss der Auftrag noch eine bestimmte Zeit warten, bevor er weiterbearbeitet werden kann.
- {\displaystyle \circ }: alle Aufträge liegen von Anfang an vor, und es existieren keine Nachlaufzeiten

### β5: Bearbeitungszeit
- {\displaystyle t_{j}} bzw. {\displaystyle t_{ij}} macht Aussagen über die Dauer der Bearbeitungszeit des gesamten Auftrags bzw. der einzelnen Arbeitsgänge
- {\displaystyle \circ }: beliebige Bearbeitungszeiten

### β6: Reihenfolgeabhängige Rüstzeiten
- {\displaystyle \tau _{jk}^{i}}: Reihenfolgeabhängige Rüstzeit von Auftrag j auf Auftrag k auf Maschine i
- {\displaystyle \tau b_{jk}^{i}}: Die Aufträge lassen sich zu Familien zusammenfassen
- {\displaystyle \circ }: keine reihenfolgeabhängigen Rüstzeiten

### β7: Ressourcenbeschränkungen
- {\displaystyle res} {\displaystyle \lambda \sigma \rho }
  - {\displaystyle \lambda }: Anzahl der Ressourcen
  - {\displaystyle \sigma }: Verfügbarkeit der Ressourcen
  - {\displaystyle \rho }: Bedarf an Ressourcen
- {\displaystyle \circ }: keine Ressourcenbeschränkungen

### β8: Fertigstellungstermine
- {\displaystyle f_{j}}: Für jeden Auftrag sind zwingend einzuhaltende Fertigstellungstermine gegeben
- {\displaystyle \circ }: keine Termine gegeben

### β9: Arbeitsgangzahl
- {\displaystyle g_{j}}: Jeder Auftrag besteht aus genau/maximal n Arbeitsgängen
- {\displaystyle \circ }: Beliebige Anzahl an Arbeitsgängen

### β10: Lagerbeschränkungen
- {\displaystyle \kappa ={\kappa _{1},...,\kappa _{m}}}: Gibt für die i-te Maschine das zur Verfügung stehende Zwischenlager an
- {\displaystyle \circ }: jede Maschine besitzt ein Lager mit unendlich großer Kapazität

## Zielsetzung
- {\displaystyle D}: Minimierung der Durchlaufzeit
- {\displaystyle Z}: Minimierung der Zykluszeit / Gesamtbearbeitungszeit
- {\displaystyle T}: Minimierung der Terminabweichung
- {\displaystyle V}: Minimierung der Verspätung
- {\displaystyle L}: Minimierung der Leerzeit